# Дворец Сакакини
Дворец Сакакини (араб. قصر السكاكيني‎, Каср-эс-Сакакини) — бывшая резиденция Габриэля Хабиба Сакакини Паши, политического деятеля Египта конца XIX — начала XX века, расположенная в центральной части Каира, в квартале Эс-Сакакини. Типичный в своей вычурности памятник архитектурной эклектики.

## История
Габриэль Хабиб Сакакини Паша был богатым подрядчиком при размещении государственных заказов. Хедив Египта Исмаил-паша выделил ему землю в Каире в качестве благодарности за строительство Суэцкого канала и первого в Африке оперного театра. Около четырех лет Сакакини Паша занимался осушением москитных болот, которые занимали большую часть участка, где сейчас стоит его вилла. Хабиб Паша посетил Европу и во Франции увидел дворец в стилистике барокко и ренессанса, в который он влюбился. Сакакини нанял итальянскую компанию, которая построила этот дворец, и поручил им создать такой же в Каире. Точное местоположение оригинала не сохранилось.
Дворец Сакакини, построенный в 1897 году, находится в центре площади Ибн Хальдун, которая соединяет восемь улиц. Все дороги квартала ведут ко дворцу Сакакини. При взгляде сверху дворец паши выглядел как солнце, излучающее лучи во все стороны.
После смерти Сакакини Паши в 1923 году один из внуков умершего передал право собственности на здание Министерству здравоохранения. С тех пор оно является государственной собственностью. К 1961 году дворец заметно обветшал. В соответствии с Законом № 178 от 1961 года все здания, виллы и памятники архитектурной ценности или редкости, древности, включая дворец Сакакини, должны быть предоставлены для профессионального ухода реставраторов. В настоящее время дворец находится под опекой Верховного совета по древностям. Только теперь, когда зданию исполнилось 100 лет, ему уделено должное внимание. По состоянию на 2011 год проводилось исследование структурной устойчивости дворца — он получил некоторые повреждения при землетрясении 1992 года. В случае, если дворец устойчив, в нём планировалось открыть музей медицины Египта.

## Архитектура
В интерьере дворца перемешаны элементы различных европейских стилей, включая рококо и ренессанс. Дворец с вычурными башенками, куполами и шпилями возвышается на вершине холма на фоне Эз-Захира (соседнего района Каира). Стены расписаны под старину. Всего в здании 50 комнат и залов с более чем 400 окнами и дверями. При украшении дворца использовано более чем 300 бюстов и статуй. Над главным входом тиснение с инициалами Габриэля Хабиба Сакакини Паши, а с северной стороны над въездом для карет — надпись: «Хабиб Сакакини, 1897».

## Реставрация
Много лет суды не могли объявить дворец предметом национального достояния. Состояние дворца было предметом споров властей, историков и экологов в течение многих лет — сообщество выражало свою обеспокоенность ветхостью здания. Реставраторы приступили к реконструкции, когда дворец находился в очень плачевном состоянии. Паркетные полы были засыпаны пылью, и краска в некоторых местах облезла и обвалилась. Работы по реставрации ведутся и в настоящее время.